# David Dvorkin
David Dvorkin (geboren am 8. Oktober 1943 in Reading, Berkshire) ist ein amerikanischer Science-Fiction- und Horror-Autor.

## Leben
In Südengland geboren, lebte Dvorkin, Sohn eines Rabbiners, ab 1957 in den USA.
Er studierte Mathematik an der Indiana University und an der  University of Houston, wo er mit dem Master abschloss. Ab 1967 arbeitete er als Ingenieur bei der NASA und bei Martin Marietta für die Apollo- und Viking-Programme. Seit 1974 arbeitet er als Softwareentwickler. Dvorkin lebt in Denver, Colorado.
Sein erster Science-Fiction-Roman The Children of Shiny Mountain erschien 1974. Seitdem veröffentlichte er eine Reihe von SF-Romanen, darunter drei Tie-ins zu der SF-Fernsehserie Raumschiff Enterprise, und drei Horror-Romane. Zwei seiner Romane verfasste er zusammen mit seinem Sohn Danniel Dvorkin.

## Bibliographie
Raumschiff Enterprise-Romane
- The Trellisane Confrontation (TOS Star Trek Pocket Books #14, 1984)
  - Deutsch: Star Trek: Die Trellisane-Konfrontation. Übersetzt von Andreas Brandhorst. E-Book. Random House, 2014, ISBN 978-3-641-11621-7.
- Timetrap (TOS Star Trek Pocket Books #40, 1988)
  - Deutsch: Star Trek: Die Zeitfalle. Übersetzt von Andreas Brandhorst. E-Book. Random House, 2014, ISBN 978-3-641-11485-5.
- mit Daniel Dvorkin: The Captains' Honor (TNGStar Trek Pocket Books #8, 1989)
  - Deutsch: Star Trek – The Next Generation: Die Ehre des Captain. Übersetzt von Andreas Brandhorst. E-Book. Random House, 2014, ISBN 978-3-641-11531-9.

Romane
- The Children of Shiny Mountain (1977, auch als Shiny Mountain, 1978)
  - Deutsch: Die Kinder der leuchtenden Berge. Goldmann SF #23271, 1978.
- The Green God (1979)
- Time for Sherlock Holmes (1983)
- Budspy (1987)
- Central Heat (1988)
- The Seekers (1988)
- Ursus (Horror, 1989)
- Insatiable (Prisoner of Blood-Reihe, Horror, 1993)
- Unquenchable (Prisoner of Blood-Reihe, Horror, 1995)
- Pit Planet (2003)
- mit Daniel Dvorkin: Dawn Crescent (2003)
- Business Secrets from the Stars (2004)
- Children of the Undead (2012)
- Slit (2014)

Kurzgeschichten
- Reign of Blood (1995)
- Life Sentence (2002)

Kinderbuch
- Damon the Caiman (2010)

Sachbuch
- At Home with Solar Energy : A Consumer’s Guide  (1979)
- Dust Net : The Future of Surveillance, Privacy, and Communication: Why Drones Are Just the Beginning (2013)
- Once a Jew, Always a Jew? (2015)